# هاني لبيب محمود
هاني لبيب محمود (25 أغسطس 1907 - تاريخ الوفاة غير معلوم) لاعب كرة قدم مصري راحل كان يجيد اللعب في خط الهجوم.
لعب طوال مسيرته الرياضية في نادي الأهلي.
شارك مع منتخب مصر في بطولة كأس العالم 1934 في إيطاليا حيث خرج من الدور الثمن النهائي.

## وصلات خارجية
- هاني لبيب محمود على موقع الاتحاد الدولي (مؤرشف)  (الإنجليزية)
- هاني لبيب محمود على موقع أوليمبيديا (الإنجليزية)

]